# Davidsonia pruriens
Davidsonia pruriens är en tvåhjärtbladig växtart som beskrevs av F. Müll.. Davidsonia pruriens ingår i släktet Davidsonia och familjen Cunoniaceae. Inga underarter finns listade i Catalogue of Life.